# Burg Eltz
Burg Eltz er et middelalderligt slot fra 1100-tallet, der ligger i bakkerne over floden Mosel mellem Koblenz og Trier i det vestlige Tyskland: Det er stadig ejet af den same gren af Eltz-familien, som boede der i 1100-tallet for 33 generationer siden. Burg Eltz er sammen med Schloss Bürresheim og Burg Lissingen de eneste fæstninger på den vestlige bred af Rhinen i Rheinland-Pfalz, der aldrig er blevet ødelagt.